# Pițigoi cu spate verde
Pițigoiul cu spate verde (Parus monticolus) este o specie de pasăre din familia pițigoilor Paridae. Se găsește în Bangladesh, Bhutan, China, India, Laos, Myanmar, Nepal, Pakistan, Taiwan și Vietnam.
Habitatele sale naturale sunt taigaua, pădurea temperată și pădurea umedă subtropicală sau tropicală de câmpie.

## Galerie

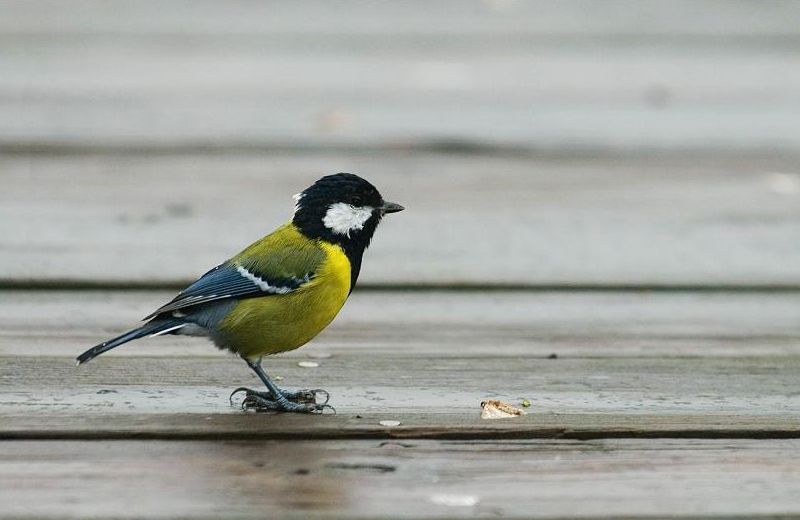
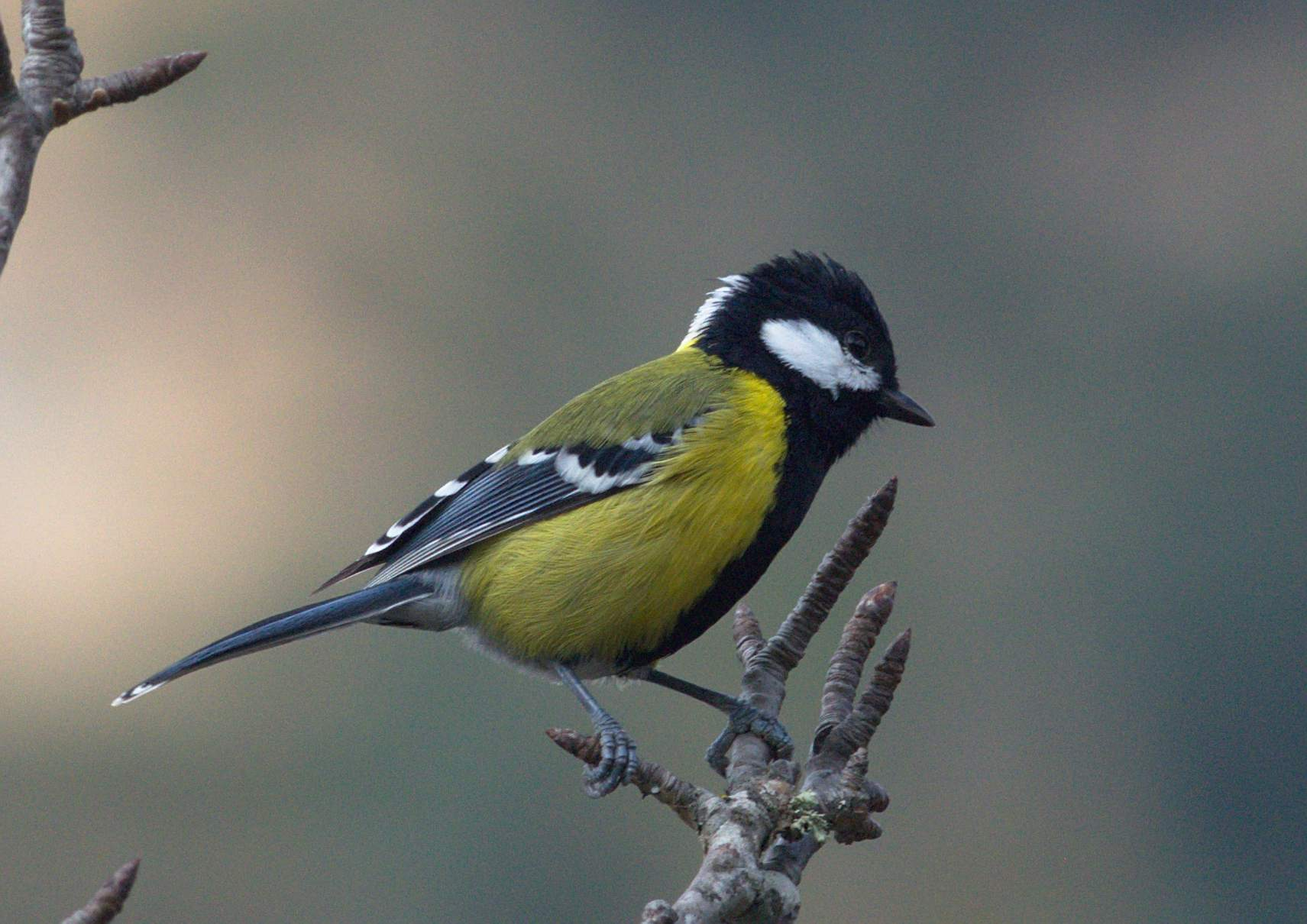
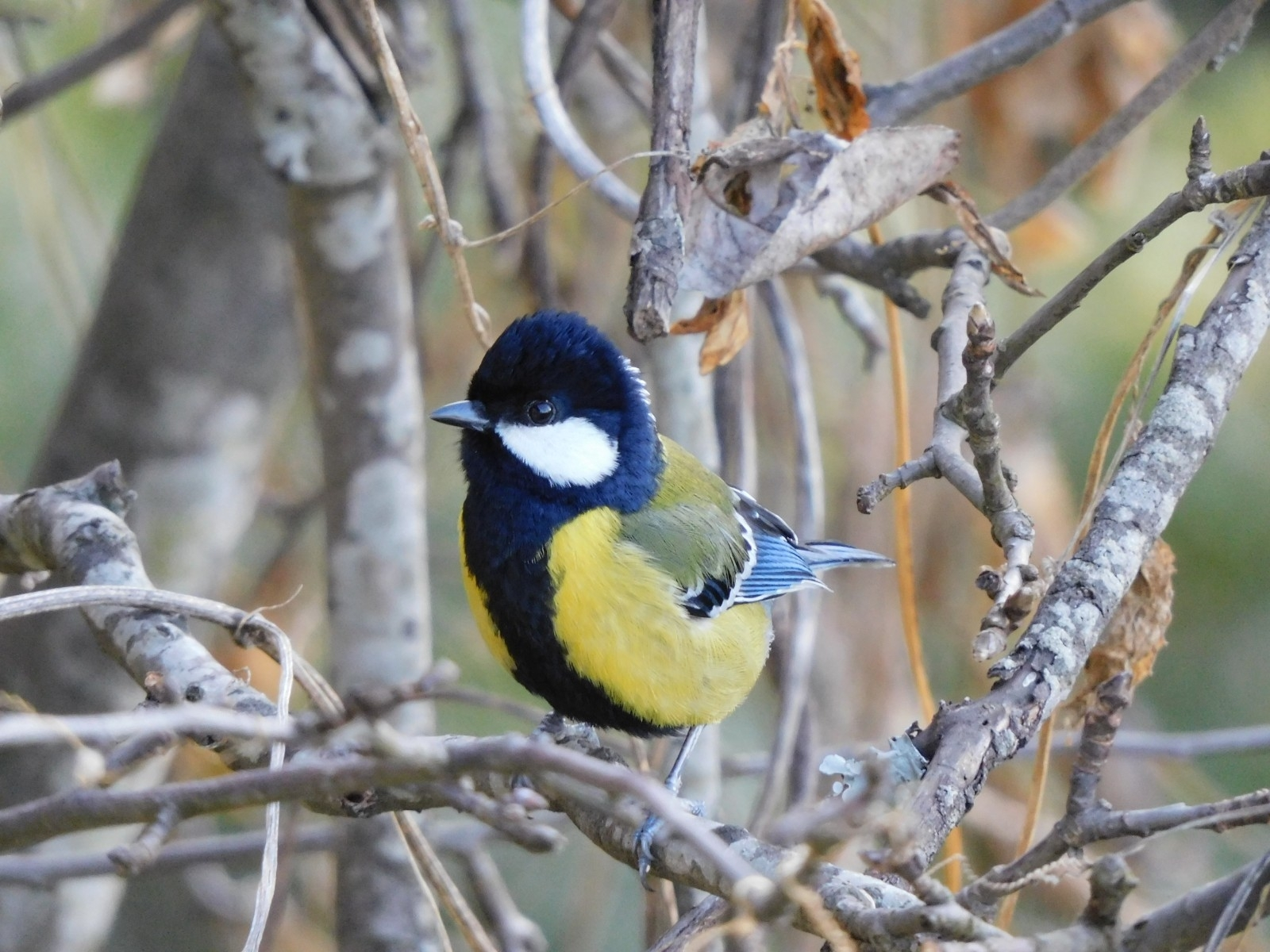